# مسیر قطبی
مسیر قطبی (انگلیسی: Polar route) یک مسیر پرواز بر فراز مناطق قطبی غیرمسکونی زمین است. عبارت «مسیر قطبی» در اصل برای مسیرهای منطبق بر دایره بزرگ بین اروپا و ساحل غربی آمریکای شمالی در دهه ۱۹۵۰ بکار گرفته شد.
والری چکالوف خلبان اهل شوروی نخستین کسی بود که توانست پرواز بدون توقف میان اروپا و ساحل غربی آمریکای شمالی را انجام دهد. وی توانست با هواپیمای تک‌موتوره توپولوف ای‌ان‌تی-۲۵ از مسکو به ونکوور، واشینگتن در ایالات متحده آمریکا از راه قطب شمال پرواز کند. این پرواز از ۱۸ تا ۲۰ ژوئیه ۱۹۳۷ به مدت ۶۳ ساعت انجام شد و مسیری به طول ۸٬۸۱۱ کیلومتر پیموده شد.
امروزه اداره هوانوردی فدرال آمریکا، مناطق بالاتر از مدار ۷۸ درجه شمالی را به عنوان مناطق عملیاتی قطب شمال می‌شناسد که بخش اعظم آلاسکا و سیبری را می‌پوشاند.
برای پرواز بدون توقف میان فرودگاه‌های مناسب از راه مسیر قطبی هواپیماهایی مانند بوئینگ ۷۴۷–۴۰۰, بوئینگ ۷۴۷–۸, بوئینگ ۷۷۷, بوئینگ ۷۷۷, بوئینگ ۷۷۷ و بوئینگ ۷۸۷ دریم‌لاینر و بوئینگ ۷۸۷ دریم‌لاینر و همچنین ایرباس آ۳۴۰, ایرباس ای۳۵۰ و ایرباس آ۳۸۰ لازم است که بتوانند مسافتی در حدود ۱۳٬۰۰۰ کیلومتر را بدون توقف طی کنند.
امروزه مسیر قطبی، یک مسیر رایج در پرواز هوایی میان شهرهای آسیایی و آمریکای شمالی است. هواپیمایی امارات به صورت بدون توقف از فرودگاه بین‌المللی دوبی به فرودگاه بین‌المللی سان‌فرانسیسکو، فرودگاه بین‌المللی سیاتل-تاکوما و فرودگاه بین‌المللی لس‌آنجلس در ساحل غربی ایالات متحده پرواز می‌کند و مسیر پرواز آن فقط چند درجه عرض جغرافیایی با قطب شمال اختلاف دارد.